# 李令皙
李令皙（1613年—1663年），原名木實，改名本實，字木生，號霜回，後改為令皙，浙江湖州府安歸籍，長興縣人。明末清初文人。

## 生平
天啟四年（1624年）舉人。崇祯十三年（1640年）進士，任江陰知縣。明亡後，莊廷鑨私修《明史輯略》，請李令皙作序，題茅元銘、吳之銘、吳之熔、李濤、茅次萊、吳楚、唐元樓、嚴云起、蔣麟徵、韋金佑、韋一圍、張篙、董二酉、吳炎、潘檉章、陸圻、查繼佐、范驤等十八人於其上，又說明此書是根據朱氏（即朱國禎）的原稿增刪而成。順治十八年（1661年）為歸安知縣吳之榮告發，鳌拜責令刑部滿官羅多等到湖州徹查。康熙二年（1663年）正月二十日農曆舊年，前來李令皙拜年的客人絡繹不絕，李家百餘人連同拜年的親友皆遭逮捕。這時廷鑨已死，被掘墓刨棺，梟首碎骨。此事牽連甚廣，康熙二年（1663年）五月二十六日（6月31日）李令皙被凌遲處死，其子李礽燾等四人皆斬殺，史稱「莊廷鑨明史案」。